# Републикански път III-501
Републикански път IIІ-501 е третокласен път, част от републиканската пътна мрежа на България, преминаващ изцяло по територията на област Русе. Дължината му е 49,4 км.
Пътят се отклонява наляво при 2,2-ри км на Републикански път I-5 в южната част на град Русе и се насочва на юг. Преминава през квартал „Средна кула“ на Русе, достига село Басарбово, пресича река Русенски Лом и се изкачва на платото, издигащо се покрай левия бряг на река Русенски Лом и притокът ѝ Черни Лом. Последователно преминава през общинските центрове село Иваново и градовете Две могили и Борово и в центъра на град Бяла се съединява с Републикански път II-51 при неговия 1,4-ти км.
| Пътища, отклоняващи се надясно (населено място, № на пътя, посока на пътя)                                | Км   | Пътища, отклоняващи се наляво (посока на пътя, № на пътя, населено място) |
| --- | ---- | ------------------------------------------------------------------------- |
| Община Русе, I-5, 2,2 км, гр. Русе ←                                                                      | 0,0  | ← гр. Русе, 2,2 км, I-5, Община Русе                                      |
| гр. Русе                                                                                                  | 2,8  | → гр. Русе, общински път (за 4,3 км на I-2)                               |
| с. Басарбово                                                                                              | 5,7  | с. Басарбово                                                              |
| Община Иваново                                                                                            | 8,6  | → общински път (за с. Красен), Община Иваново                             |
| | 12,7 | → общински път (за с. Божичен)                                            |
| (за 18,3 км на I-5) общински път, с. Иваново ←                                                            | 16,2 | → с. Иваново, общински път (за Ивановски манастир)                        |
| | 20,1 | → общински път (за с. Кошов)                                              |
| | 21,1 | → общински път (за селата Табачка и Червен)                               |
| Община Две могили                                                                                         | 26,3 | Община Две могили                                                         |
| (от 26,8 км на I-5) III-5001, 5,6 км, гр. Две могили → (за 32,8 км на I-5) общински път, гр. Две могили ← | 30,7 | → гр. Две могили, 5,6 км, III-5001 (до 35 км на III-202) .                |
| (за 35,4 км на I-5) общински път ←                                                                        | 35,5 | → общински път (за с. Батишница)                                          |
| Община Борово                                                                                             | 38,8 | Община Борово                                                             |
| (до 44,9 км на I-5) III-5101, 5,8 км, гр. Борово ←                                                        | 43,9 | ← гр. Борово, 5,8 км, III-5101 (от 8,6 км на II-51)                       |
| Община Бяла                                                                                               | 45,4 | Община Бяла                                                               |
| (от 51,8 км на I-5) II-51, 1,4 км, гр. Бяла →                                                             | 49,4 | → гр. Бяла, 1,4 км, II-51 (до 95,5 км на I-2)                             |